# Heterotopie (filosofie)
Heterotopie (Oudgrieks: heteros (anders) en topos (plaats)) is een neologisme van Michel Foucault.

## Omschrijving
Een heterotopie is noch privaat en noch publiek. Het ligt ertussenin. Het is een tussenruimte of bemiddelingsruimte. Deze ruimtes hebben gemeen dat ze "anders" zijn. Een heterotopie is een gebeuren in de tijd, het onderbreekt de continuïteit van de dagelijkse ruimte. Bijvoorbeeld een begraafplaats, een ruimte die bemiddelt tussen de doden en de levenden. Een museum dat bemiddelt tussen het verleden en het heden. Andere voorbeelden die Foucault noemt zijn: sauna, vakantiedorp, theater, bioscoop, gevangenis, park, bordeel, kermis. Foucault contrasteert heterotopie met utopie.
Hij gebruikte heterotopie slechts drie maal. Voor het eerst in het voorwoord van Les mots et les choses (1966). Voor de tweede maal in een radio-interview in datzelfde jaar. Ten slotte in 1967 in een lezing voor een groep architecten. Deze lezing werd pas kort voor Foucaults dood gepubliceerd, in 1984.
De eerste maal verwijst Foucault naar tekstuele ruimtes naar aanleiding van een werk van Borges. Bij de andere twee gelegenheden gaat het om bijzondere sociale en culturele ruimtes.

## Heterotopie versus utopie
Volgens Foucault staan zowel heterotopie als utopie in verbinding met andere sociale, culturele ruimten. Beide weerspiegelen bestaande ruimten, vergroten ze uit en keren ze om. Utopieën bestaan slechts in onze gedachten, zijn droombeelden. Heteropieën zijn "des espaces réels", het zijn sociale ruimtes die we om ons heen in werkelijkheid aantreffen ("effectivement localisables").

## Kenmerken van heterotopieën
Foucault beschrijft zes principes voor heterotopieën wat hij de heterotopologie noemt. Ruimtes hoeven niet aan alle zes voorwaarden te voldoen. Een sterk heterotopisch karakter is voor een ruimte voldoende om in aanmerking te komen als heterotopie.
1. Er is geen cultuur ter wereld zonder heterotopieën. De heterotopie is een universeel verschijnsel, maar is niet universeel van vorm. Foucault onderscheidt heteropieën "de crise", bevoorrechte, heilige of verboden ruimtes. En ruimtes "de dévation", ruimtes voor personen die afwijken van de maatschappelijke norm, zoals gevangenissen, psychiatrische inrichtingen en verpleeghuizen.
2. Heterotopieën kunnen in de loop van de geschiedenis evolueren, van functie veranderen. Foucault noemt de begraafplaats als een volledig andere ruimte die door de eeuwen heen veranderde van opstandingsplaats voor de ziel, naar een plaats van bron van ziekten.
3. In één reële plaats (lieu) kunnen meerdere incompatibele ruimten (espaces) bij elkaar komen. Bijvoorbeeld een 3D wereld in de bioscoop of in theater waar verschillende ruimtes en tijdzones op één podium bij elkaar komen.
4. Heteropieën kunnen breken met de traditionele tijd, zogenaamde heterochronieën. Foucault maakt onderscheid in heterotopieën die tijd accumuleren, musea en bibliotheken, en heterotopieën die vluchtig zijn, zoals festivals, mode, vakantiedorpen.
5. Heteropieën veronderstellen altijd een openen en sluiten. Ze zijn niet publiekelijk. De ingang van de gevangenis, rituele zuiveringen, sauna.
6. De relatie tussen de heterotopie en alle andere ruimtes. Foucault maakt onderscheid tussen de heterotopie "d'illusion", die het illusoire karakter van de werkelijkheid uitvergroot, en de heterotopie van "compensation", die een nieuwe ruimte creëert zonder de fouten van de maatschappij. De heterotopie bestaat uit het weerspiegelen, uitvergroten of omkeren, en bekritiseren van andere ruimtes.

## De derde ruimte (heterotopie) in de oudheid
Hoewel het begrip heterotopie in de oudheid nog niet bestond was er wel sprake van een derde ruimte. De Griekse architect Hippodamus van Milete ontwierp reeds plannen met een derde ruimte, zoals de Agora, een verzamelplaats voor vrije burgers waar men zich kon ontspannen.